# Palicourea
Palicourea là một chi thực vật có hoa trong họ Thiến thảo (Rubiaceae).

## Hình ảnh

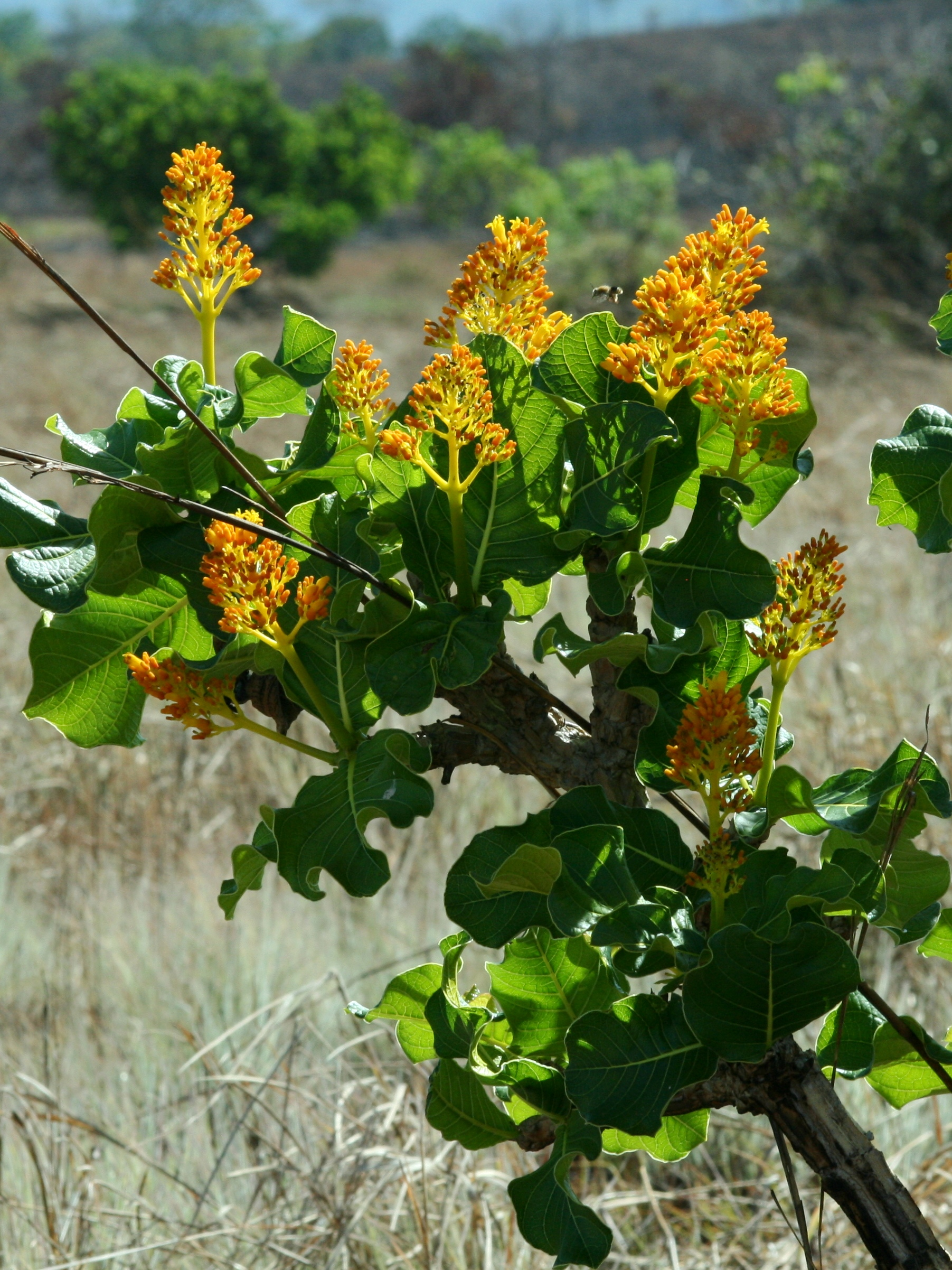
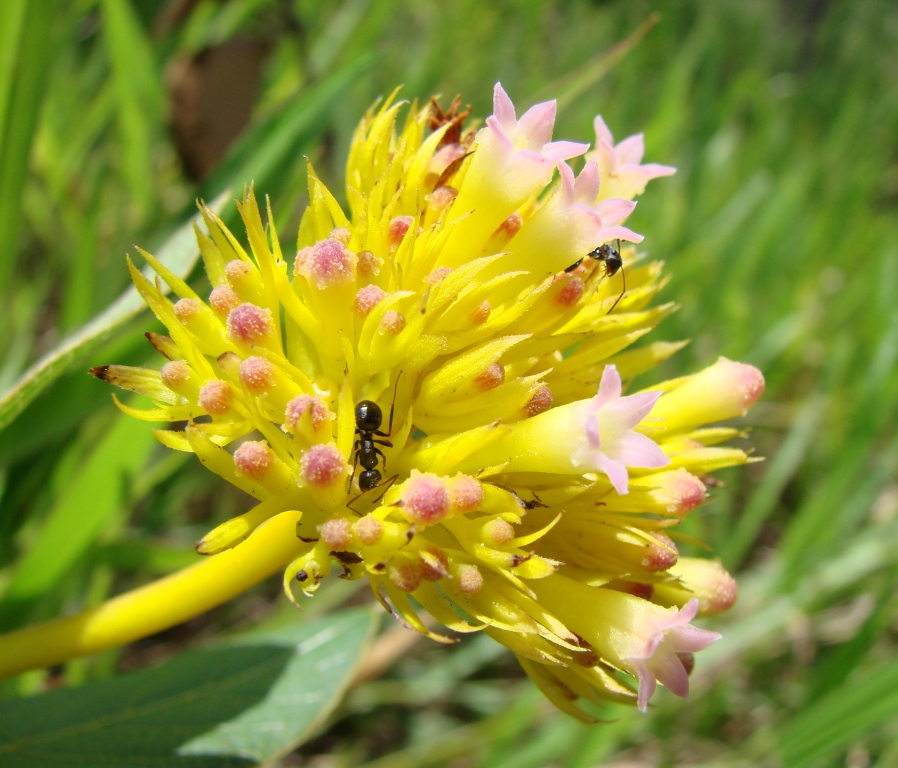
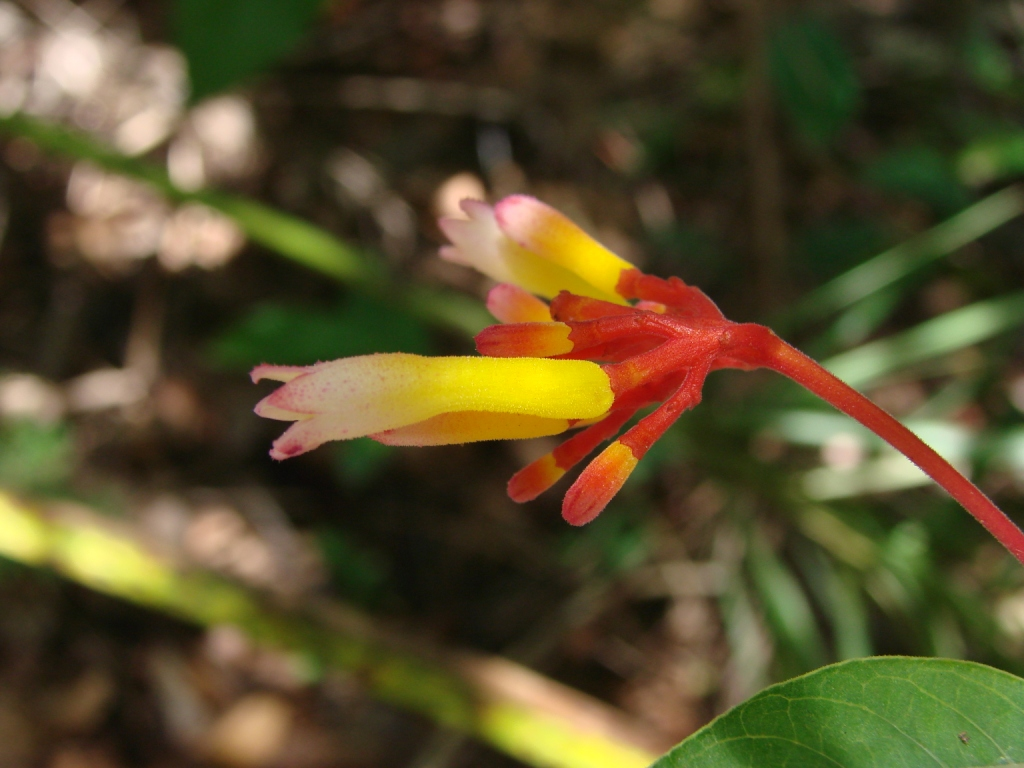
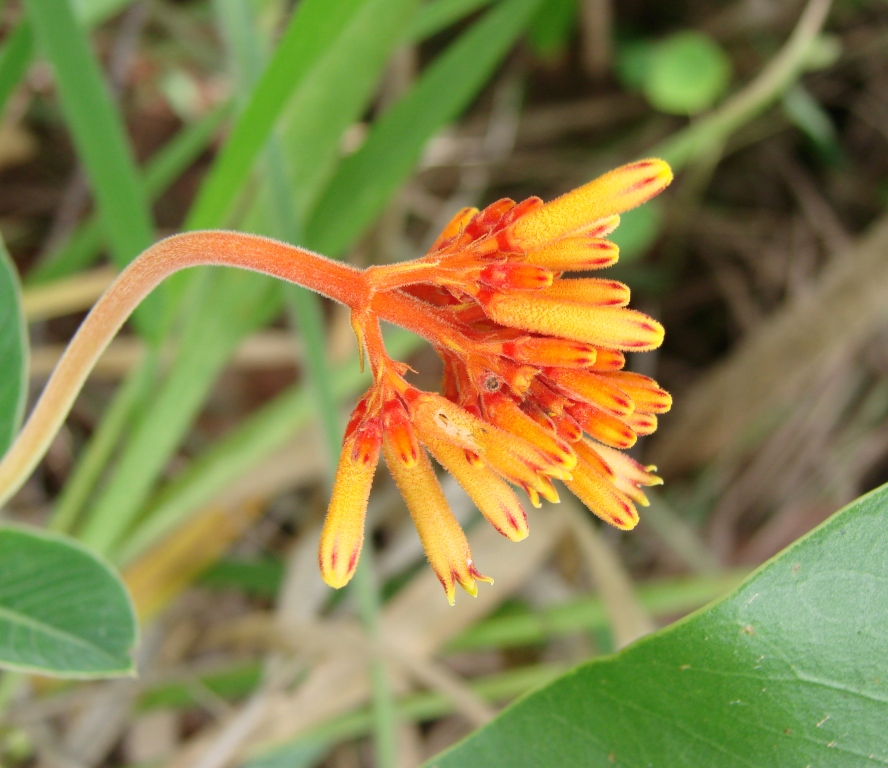

## Loài
Chi Palicourea gồm các loài: